# Nevoi fundamentale
Abordarea nevoilor fundamentale reprezintă una dintre cele mai importante metode utilizate pentru măsurarea sărăciei absolute în țările în dezvoltare, la nivel global. Scopul acestei abordări este de a defini resursele minime necesare pentru asigurarea bunăstării fizice pe termen lung, de regulă în termeni de bunuri de consum. Pragul de sărăcie este stabilit ca suma de venit necesară pentru a satisface nevoile fundamentale ale oamenilor. Abordarea "nevoilor fundamentale" a fost introdusă la Conferința Mondială a Muncii din 1976 a Organizației Internaționale a Muncii (OIM). Cel mai semnificativ moment al acestei conferințe a fost, probabil, Conferința Mondială a Muncii din 1976, care a propus satisfacerea nevoilor fundamentale ale omului drept obiectiv central al politicii de dezvoltare naționale și internaționale. Abordarea nevoilor fundamentale în dezvoltare a fost susținută de guvernele și organizațiile lucrătorilor și angajatorilor din întreaga lume. A influențat programele și politicile agențiilor internaționale și bilaterale de dezvoltare și a fost precursorul abordării dezvoltării umane.
O listă tradițională a "nevoilor fundamentale" imediate include hrana (inclusiv apa), adăpostul și îmbrăcămintea. Multe liste moderne includ și transportul (așa cum este propus în a treia discuție din Secțiunea Mijloace de trai a celor Trei Principii ale Omului), salubritatea, educația și îngrijirea medicală. Acestea sunt considerate nevoi fundamentale esențiale pentru asigurarea unui trai decent. Diverse agenții utilizează liste variate, adaptate contextului și cerințelor locale de dezvoltare.
În timp ce abordarea nevoilor fundamentale s-a concentrat pe satisfacerea acestor nevoi imediate, critici precum Amartya Sen consideră că aceasta este prea orientată spre consum, ceea ce poate crea impresia că eliminarea sărăciei este o sarcină simplă și ușor de realizat. În contrast, Sen propune o viziune mai complexă, axată pe 'capabilități', în care nu este suficient doar să se asigure resursele pentru satisfacerea nevoilor fundamentale. În loc să se măsoare doar consumul, Sen sugerează că trebuie să se creeze condiții care să permită oamenilor să își atingă potențialul maxim, prin libertatea de a face alegeri semnificative. Abordarea sa se concentrează pe ceea ce indivizii pot deveni, în funcție de accesul lor la resurse și oportunități.
În acest context, este important de menționat că abordarea nevoilor fundamentale, deși esențială pentru eradicarea sărăciei imediate, nu trebuie să subestimeze necesitatea dezvoltării economice pe termen lung. Programele de dezvoltare care urmează această abordare nu investesc suficient în activități economice productive, care ar ajuta o societate să devină autosuficientă în viitor. Ele se concentrează mai degrabă pe asigurarea satisfacției nevoilor fundamentale, chiar cu sacrificiul creșterii economice pe termen scurt. Aceste programe sunt mai orientate spre subzistență decât spre echitate socială. Totuși, abordarea nevoilor fundamentale joacă un rol crucial în "măsurare", fiind un instrument important pentru evaluarea sărăciei absolute. Spre deosebire de sărăcia relativă, care analizează disparitățile economice între grupuri sociale și regiuni, sărăcia absolută se concentrează pe lipsa resurselor esențiale pentru supraviețuire, cum ar fi hrana, apa și adăpostul. Summitul mondial din 1995 de la Copenhaga privind dezvoltarea socială a declarat, ca una dintre cele mai importante concluzii, că toate națiunile lumii ar trebui să dezvolte măsuri pentru măsurarea atât a sărăciei absolute, cât și a celei relative, și să orienteze politicile naționale pentru a "eradica sărăcia absolută până la o dată țintă stabilită de fiecare țară în contextul său național."